# Cophura lutzi
Cophura lutzi är en tvåvingeart som beskrevs av Charles Howard Curran 1931. Cophura lutzi ingår i släktet Cophura och familjen rovflugor. Inga underarter finns listade i Catalogue of Life.